# Choctaw (Oklahoma)
Choctaw – miasto w Stanach Zjednoczonych, w stanie Oklahoma, w hrabstwie Oklahoma.

## Urodzeni w Choctaw
- Ashlynn Brooke – amerykańska modelka, aktorka i reżyserka filmów pornograficznych
- Becka Leathers – amerykańska zapaśniczka